# Verisk Analytics

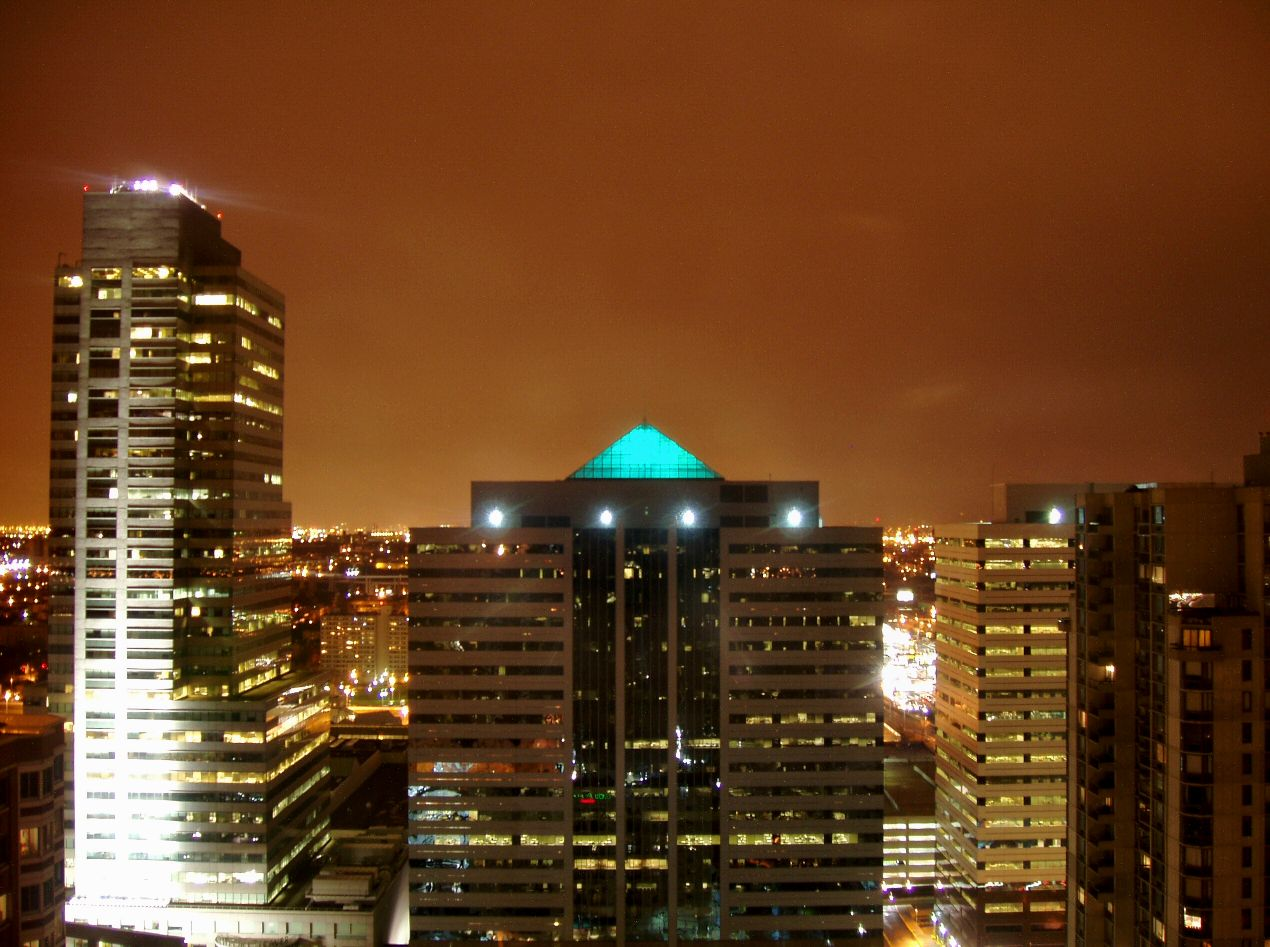
Hauptsitz des Unternehmens in Jersey City

Verisk Analytics ist ein US-amerikanisches Datenanalyse-Unternehmen mit Sitz in Jersey City.
Die Wurzeln des Unternehmens liegen in der Insurance Services Office Inc. (ISO), einer ehemaligen Non-Profit-Organisation, die 1971 von einer Vereinigung von Versicherern gegründet wurde und diente der Aufbereitung statistischer Daten für die versicherungsmathematische Auswertung und der Entwicklung von Analyse-Software für die Versicherungswirtschaft. Für das IPO des Unternehmens im Jahr 2009 wurde die neue Gesellschaft Verisk Analytics als eine Holding für das operative Geschäft gegründet. Berkshire Hathaway war das einzige Unternehmen, das im Zuge des Börsengangs keine Anteile veräußerte. Seit 2000 wurden mehrere Unternehmen der Branche übernommen, darunter auch „AIR Worldwide“. AIR Worldwide entwickelt Modelle zur Abschätzung der Folgen von Naturkatastrophen. Die Verisk-Tochter „AER“ untersucht Risiken im Zusammenhang mit Wetter- und Klimaentwicklungen. Zu den Kunden AERs zählen neben Versicherungen auch die NASA, die Streitkräfte der Vereinigten Staaten und die NOAA.